# Giuseppe Mastroleo

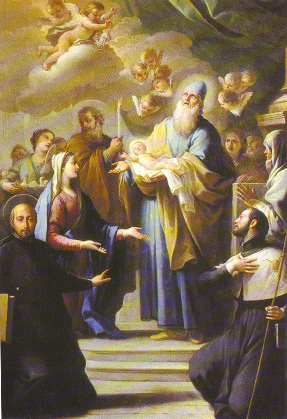
Giuseppe Mastroleo, Presentazione al Tempio, prima metà del XVIII secolo, Ruvo di Puglia (Bari), Chiesa di San Domenico.

Giuseppe Mastroleo (Napoli, 1676 – Napoli, 1744) è stato un pittore italiano.

## Biografia
Scarse e frammentarie sono le notizie storiche su questo artista. Nato a Napoli nel 1676, si formò presso la bottega di uno dei maggiori pittori "napolitani" dell'epoca, Paolo De Matteis, diventandone uno dei migliori allievi.
Le opere i Mastroleo, perlopiù di dubbia attribuzione poiché spesso confuse con quelle del suo maestro, sono sparse tra le chiese della Campania e dell'Italia Meridionale. Le fonti lo dicono anche maestro del pittore spagnolo José Luzán, famoso per essere stato il primo insegnante artistico del celeberrimo Francisco Goya.